# تجرق (نير)
تجرق هي قرية في مقاطعة نير، إيران. يقدر عدد سكانها بـ 230 نسمة بحسب إحصاء 2016.